# Canning Town (metropolitana di Londra)
La stazione di Canning Town è una stazione della metropolitana di Londra situata nel quartiere omonimo, nel borgo londinese di Newham.

Questa stazione è servita dai servizi della metropolitana di Londra e della Docklands Light Railway.

## Storia

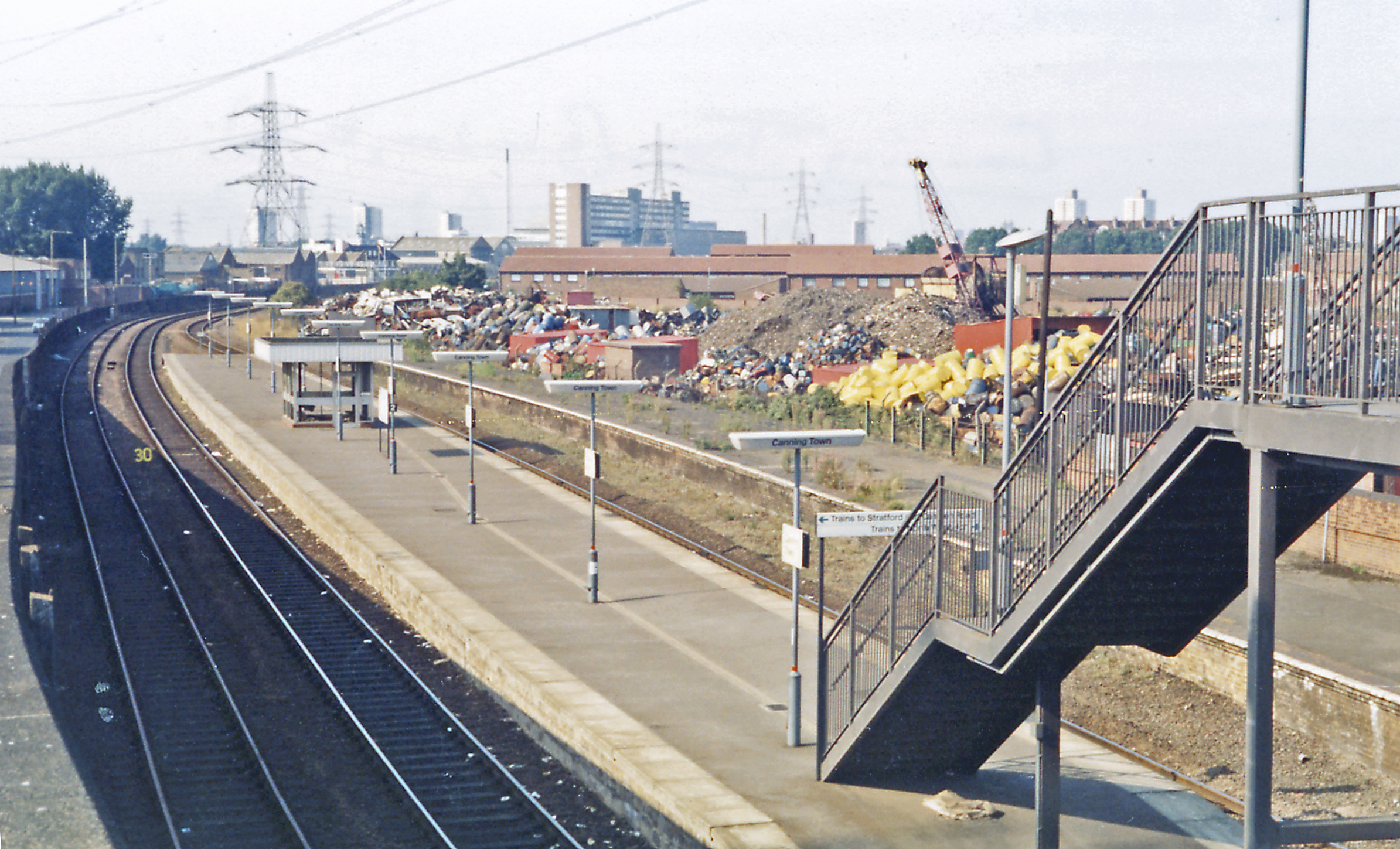
I marciapiedi nel 1983

La prima stazione, Barking Road, venne aperta il 14 giugno 1847 dalla Eastern Counties and Thames Junction Railway nel lato sud di Barking Road nella parrocchia civile di West Ham. Venne rinominata Canning Town il 1º luglio 1873, e nel 1888 venne chiusa e rimpiazzata da una nuova stazione sul lato nord di Barking Road (vicino a Stephenson Street).

## Strutture e impianti
Il fascio di binari della stazione è situato tra l'autostazione, posta su Silverton Way, e il canale di Bow.
Nell'area più occidentale della stazione, la più vicina al canale, si trovano due banchine a isola posta una sopra l'altra: quella al piano inferiore è servita dalla linea Jubilee, l'altra dalla DLR. A est dei binari della linea Jubilee, sullo stesso livello, si trova un'altra banchina presso la quale effettano fermata i treni della DLR; questi binari erano parte della linea ferroviaria North London, dismessi nel dicembre 2006 e riaperti, per il servizio DLR, il 31 agosto 2011.
I binari della DLR che partono da Canning Town diretti verso l'aeroporto di Londra City sono stati inaugurati il 2 dicembre 2005. A sud della stazione di Canning Town, è stato costruito uno scambio che connette questa diramazione con quella diretta a Beckton; un'ulteriore modifica sostanziale all'incrocio tra le due diramazione della DLR è stata inaugurata il 1º giugno 2009, quando la diramazione diretta a Beckton è stata deviata su un nuovo cavalcavia che attraversa i binari utilizzati dai treni diretti a Woolwich, verso est, e i binari utilizzati dai treni diretti verso Stratford International, in direzione opposta: a seguito di questi cambiamenti i treni, i servizi della DLR provenienti da Woolwich e da Beckton possono raggiungere sia il centro di Londra che Stratford International.
Le varie parti della stazione sono collegate da un corridoio sotterraneo che si estende lungo tutta la lunghezza del sito e che è collegato all'autostazione adiacente da scale mobili, scale e ascensori.
A partire dall'11 novembre 2015, per volontà del Sindaco di Londra, sono state ritoccate le zone tariffarie della città e, da allora, Canning Town è compresa nella Travelcard Zone 2/3.

## Movimento
Stratford è un nodo con servizi operati da Docklands Light Railway e London Underground (linea Jubilee).
Di seguito il tipico servizio negli orari di morbida consta, in direzione est, di diciotto treni della linea Jubilee all'ora diretti a Stratford e, in direzione ovest, di dodici diretti a Stanmore e sei limitati a Wembley Park.
Per quanto concerne il servizio della Docklands Light Railway, il tipico servizio in orario di morbida prevede un treno ogni cinque minuti diretto a Bank (o Tower Gateway), un treno ogni cinque minuti diretto a Beckton, un treno ogni dieci minuti diretto a Stratford International e uno ogni dieci minuti diretto a Woolwich Arsenal.

## Interscambi
Di fronte all'edificio principale della stazione, è presente l'autostazione di Canning Town presso la quale effettuano fermata numerose linee di superficie urbane, gestite da London Buses.
- Fermata autobus